# Nano Nagle
Nano Nagle   (comtat de Cork, 1728 - Cork, 20 d'abril de 1784) fou una monja irlandesa, fundadora de la Congregació de les Germanes de la Presentació de la Santíssima Mare de Déu i venerable serventa de Déu de l'Església Catòlica.
Va néixer com la filla gran de Garrett i Anna Matthew Nagle. Es va formar a París, on va romandre fins a la mort del seu pare el 1774. Després de tornar a Dublín, es va dedicar als pobres i a l'educació juvenil. En els anys 1750 - 1771, va obrir sis escoles per a nens de famílies pobres. El 1771 va demanar a les ursulines franceses que n'administressin una. A causa de la tardança i la manca de compromís de les germanes, el 1776 va fundar la seva pròpia congregació, la Congregació de les Germanes de la Presentació de la Santíssima Mare de Déu. Va ser la primera congregació socialment activa a Irlanda, centrada en l’ajuda multidimensional per a famílies pobres. La congregació va ser reconeguda oficialment per la Santa Seu el 1802, pocs anys després de la mort de la seua fundadora.
El procés de beatificació de Nano Nagle va començar amb el consentiment de la Santa Seu el 14 d'octubre de 1985 i el 31 d'octubre de 2013 va ser declarada venerable pel papa Francesc.
El 2000, va ser elegida dona del mil·lenni en reconeixement dels seus èxits com a pionera de l'educació femenina a Irlanda.